# BCAN
La proteína central de Brevican es una proteína que en los humanos está codificada por el gen BCAN.  Brevican es un miembro de la familia de proteínas lectican.
Brevican se localiza en la superficie de las neuronas del cerebro. En las células melanocíticas, la expresión del gen BCAN puede estar regulada por MITF.

## Otras lecturas
- Hu B, Kong LL, Matthews RT, Viapiano MS (Sep 2008). «The proteoglycan brevican binds to fibronectin after proteolytic cleavage and promotes glioma cell motility». The Journal of Biological Chemistry 283 (36): 24848-59. PMC 3259830. PMID 18611854. doi:10.1074/jbc.M801433200.
- Seidenbecher CI, Richter K, Rauch U, Fässler R, Garner CC, Gundelfinger ED (Nov 1995). «Brevican, a chondroitin sulfate proteoglycan of rat brain, occurs as secreted and cell surface glycosylphosphatidylinositol-anchored isoforms». The Journal of Biological Chemistry 270 (45): 27206-12. PMID 7592978. doi:10.1074/jbc.270.45.27206.
- Aspberg A, Miura R, Bourdoulous S, Shimonaka M, Heinegârd D, Schachner M, Ruoslahti E, Yamaguchi Y (Sep 1997). «The C-type lectin domains of lecticans, a family of aggregating chondroitin sulfate proteoglycans, bind tenascin-R by protein-protein interactions independent of carbohydrate moiety». Proceedings of the National Academy of Sciences of the United States of America 94 (19): 10116-21. Bibcode:1997PNAS...9410116A. PMC 23322. PMID 9294172. doi:10.1073/pnas.94.19.10116.
- Nakamura H, Fujii Y, Inoki I, Sugimoto K, Tanzawa K, Matsuki H, Miura R, Yamaguchi Y, Okada Y (Dec 2000). «Brevican is degraded by matrix metalloproteinases and aggrecanase-1 (ADAMTS4) at different sites». The Journal of Biological Chemistry 275 (49): 38885-90. PMID 10986281. doi:10.1074/jbc.M003875200.
- Olin AI, Mörgelin M, Sasaki T, Timpl R, Heinegård D, Aspberg A (Jan 2001). «The proteoglycans aggrecan and Versican form networks with fibulin-2 through their lectin domain binding». The Journal of Biological Chemistry 276 (2): 1253-61. PMID 11038354. doi:10.1074/jbc.M006783200.
- Clark HF, Gurney AL, Abaya E, Baker K, Baldwin D, Brush J, Chen J, Chow B, Chui C, Crowley C, Currell B, Deuel B, Dowd P, Eaton D, Foster J, Grimaldi C, Gu Q, Hass PE, Heldens S, Huang A, Kim HS, Klimowski L, Jin Y, Johnson S, Lee J, Lewis L, Liao D, Mark M, Robbie E, Sanchez C, Schoenfeld J, Seshagiri S, Simmons L, Singh J, Smith V, Stinson J, Vagts A, Vandlen R, Watanabe C, Wieand D, Woods K, Xie MH, Yansura D, Yi S, Yu G, Yuan J, Zhang M, Zhang Z, Goddard A, Wood WI, Godowski P, Gray A (Oct 2003). «The secreted protein discovery initiative (SPDI), a large-scale effort to identify novel human secreted and transmembrane proteins: a bioinformatics assessment». Genome Research 13 (10): 2265-70. PMC 403697. PMID 12975309. doi:10.1101/gr.1293003.
- Xu XM, Chen Y, Chen J, Yang S, Gao F, Underhill CB, Creswell K, Zhang L (Sep 2003). «A peptide with three hyaluronan binding motifs inhibits tumor growth and induces apoptosis». Cancer Research 63 (18): 5685-90. PMID 14522884.
- Bekku Y, Su WD, Hirakawa S, Fässler R, Ohtsuka A, Kang JS, Sanders J, Murakami T, Ninomiya Y, Oohashi T (Sep 2003). «Molecular cloning of Bral2, a novel brain-specific link protein, and immunohistochemical colocalization with brevican in perineuronal nets». Molecular and Cellular Neurosciences 24 (1): 148-59. PMID 14550776. S2CID 25762224. doi:10.1016/S1044-7431(03)00133-7.
- Dong Y, Han X, Xue Y, Dong B, Guo X, Hu G, Zhu C, Lu Y (Feb 2004). «Secreted brevican mRNA is expressed in the adult rat pituitary». Biochemical and Biophysical Research Communications 314 (3): 745-8. PMID 14741698. doi:10.1016/j.bbrc.2003.12.151.
- Viapiano MS, Bi WL, Piepmeier J, Hockfield S, Matthews RT (Aug 2005). «Novel tumor-specific isoforms of BEHAB/brevican identified in human malignant gliomas». Cancer Research 65 (15): 6726-33. PMID 16061654. doi:10.1158/0008-5472.CAN-05-0585.
- Nakada M, Miyamori H, Kita D, Takahashi T, Yamashita J, Sato H, Miura R, Yamaguchi Y, Okada Y (Sep 2005). «Human glioblastomas overexpress ADAMTS-5 that degrades brevican». Acta Neuropathologica 110 (3): 239-46. PMID 16133547. S2CID 25744956. doi:10.1007/s00401-005-1032-6.
- Rual JF, Venkatesan K, Hao T, Hirozane-Kishikawa T, Dricot A, Li N, Berriz GF, Gibbons FD, Dreze M, Ayivi-Guedehoussou N, Klitgord N, Simon C, Boxem M, Milstein S, Rosenberg J, Goldberg DS, Zhang LV, Wong SL, Franklin G, Li S, Albala JS, Lim J, Fraughton C, Llamosas E, Cevik S, Bex C, Lamesch P, Sikorski RS, Vandenhaute J, Zoghbi HY, Smolyar A, Bosak S, Sequerra R, Doucette-Stamm L, Cusick ME, Hill DE, Roth FP, Vidal M (Oct 2005). «Towards a proteome-scale map of the human protein-protein interaction network». Nature 437 (7062): 1173-8. Bibcode:2005Natur.437.1173R. PMID 16189514. S2CID 4427026. doi:10.1038/nature04209.

- Datos: Q18045470